# Convair B-58 Hustler

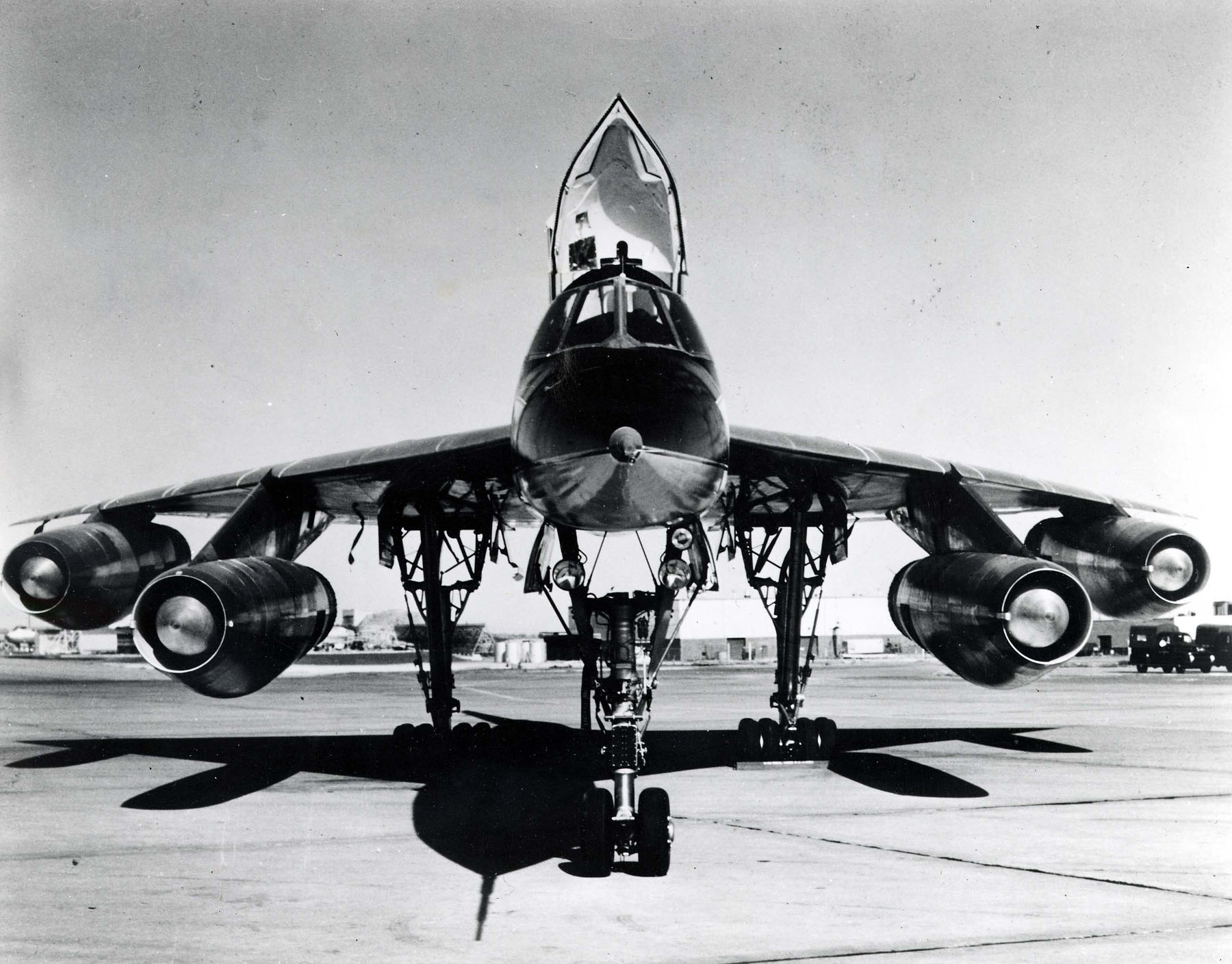
B-58A Hustler в «чистой конфигурации» (без внешних подвесок), вид спереди.

Конвэр B-58 «Хаслер» (англ. Convair B-58 Hustler) — первый в мире сверхзвуковой дальний бомбардировщик, состоявший на вооружении Стратегического командования ВВС США в 1960-е годы. На момент своего создания по максимальной скорости (M=2) не уступал самым скоростным истребителям. 
Конструкция бомбардировщика основана на использовании треугольного крыла, освоенного фирмой «Ко́нвэр» при создании истребителей (F-102), и четырёх двигателей J79 на подкрыльевых пилонах. Носитель пяти термоядерных бомб, четырёх на пилонах в корневых частях крыла и одну в комбинированном топливно-бомбовом контейнере под фюзеляжем.
B-58 пришел на смену бомбардировщику среднего радиуса действия Boeing B-47 Stratojet, его предполагалось использовать для полётов на больших высотах (12—15 км) со сверхзвуковыми скоростями. Однако принятие на вооружение сил ПВО СССР зенитных управляемых ракет вынудило САК ВВС США принять тактику прорыва ПВО вероятного противника на малых и предельно малых высотах, что резко снизило боевой радиус и стратегическое значение самолёта B-58. Всё сказанное привело к весьма короткой строевой службе, ограниченной  периодом 1960-х — 1970-х годов, по окончании которого B-58 был заменён тактическим бомбардировщиком F-111 с изменяемой геометрией крыла. 
Серийный выпуск составил 116 машин (13 опытных YB-58, 17 предсерийных и 86 серийных В-58А).
В 1961—1963 гг. на В-58 установлено 19 мировых рекордов, в частности — средней скорости на замкнутом маршруте протяжённостью 1073 км (2095,48 км/ч — 10 мая 1961 года), средней скорости на замкнутом маршруте 1000 км с нагрузкой 2000 кг — 2067,57 км/ч (14 января 1961 года), высоты полёта (14 сентября 1962) с нагрузкой 5000 кг — 26 018 м (после разгона на высоте 10 670 м до скорости 2100 км/ч с последующим кабрированием под углом 35 градусов).

## История создания
Проект явился результатом исследований компании «Ко́нвэр» (Convair) по схеме «бесхвостка» с треугольным крылом (проект перехватчика XF-92,1946), исследовательских программ GEBO I (Generalized Bomber Study — «обобщённые исследования бомбардировщиков», — 1946) и GEBO II (сверхзвуковой стратегический бомбардировщик, 1949), в которых были проанализированы более 10 тысяч различных конфигураций.
В декабре 1951 года ВВС выпустили уточнённые требования к стратегическому бомбардировщику SAB-51 — боевая нагрузка 4,5 т, радиус действия 4260 км при базировании на передовых аэродромах и 7410 км при межконтинентальном перелёте с одной дозаправкой, «бросок» к цели со скоростью М=2,1 на участке 370 км на высоте 16 760 м. В соответствии с этим ТТЗ, дополненным требованием выполнения самолётом и разведывательных задач, в феврале 1953 года фирма Convair получила контракт по самолёту, обозначенному В-58 и собственное наименование Hustler «Хаслер».
В ходе разработки проект трансформировался в автономный бомбардировщик В-58. Неизменной оставалась схема «бесхвостка» с треугольным крылом стреловидностью 60 градусов малого удлинения, которую Convair в дальнейшем использовала в перехватчиках F-102 (1953) и F-106 (1956) — из-за лучшего аэродинамического качества на сверхзвуке, отсутствия балансировочных потерь «отдельного» оперения, а также бОльшими внутренними объёмами для топлива и оборудования.
Первоначально планировали установку двигателей в спаренных гондолах (как на В-47 и В-52) для снижения массы конструкции (примерно на 450 кг) и облегчения доступа к двигателям при техобслуживании. Однако испытания показали, что сопротивление такой конфигурации на трансзвуковых скоростях почти вдвое превышало расчётное и не позволяло выйти на сверхзвук. Размещение же турбин в отдельных гондолах соответствовало правилу площадей, сформулированному летом 1952 года сотрудником NACA Р. Уиткомбом, и уменьшало лобовое сопротивление, особенно в конфигурации с подвесным контейнером.
Разработка В-58, как и любого новаторского летательного аппарата, была связана с большим числом трудностей, отчего военные неоднократно высказывали сомнения в возможности реализации проекта, усугублявшиеся проблемами с перехватчиком F-102. После продувочных испытаний крупномасштабных моделей в 1954 году уточнённые расчётные характеристики самолёта, прежде всего дальность, не удовлетворяли военных. В июне 1955 года программа была преобразована в чисто экспериментальную, 13 уже заказанных самолётов предполагалось использовать для аэродинамических исследований продолжительного сверхзвукового полёта и разработки систем для будущих боевых комплексов. До начала 1958 года разработка В-58 находилась в «полузамороженном» состоянии, конкурируя в отношении финансирования с программой разработки XВ-70, начавшейся в 1954 году. 
В начале 1959 года стратегическое авиационное командование поддержало производство В-58 для замены устаревающего В-47.
Первый полёт состоялся 11 ноября 1956 года. 30 декабря 1956 года, новая машина превысила скорость звука, а 29 июня 1957 года состоялся первый полёт со скоростью М=2,03 на высоте 13 км. 15 октября 1959 года продолжительность полёта В-58 составила 70 мин со средней скоростью около 2124 км/ч. Трижды успешно имитировалось преодоление ПВО СССР без использования бортовых средств РЭП.
В июне 1959 года считалось[кем?], что В-58А способен поразить 87 процентов целей на территории Советского Союза и мог поражать большинство крупных целей к западу от Урала с одной дозаправкой в полёте. 
1 августа 1960 года ВВС был поставлен первый серийный самолёт с полным комплектом оборудования, а завершилось серийное производство в октябре 1962 года.

## Конструкция

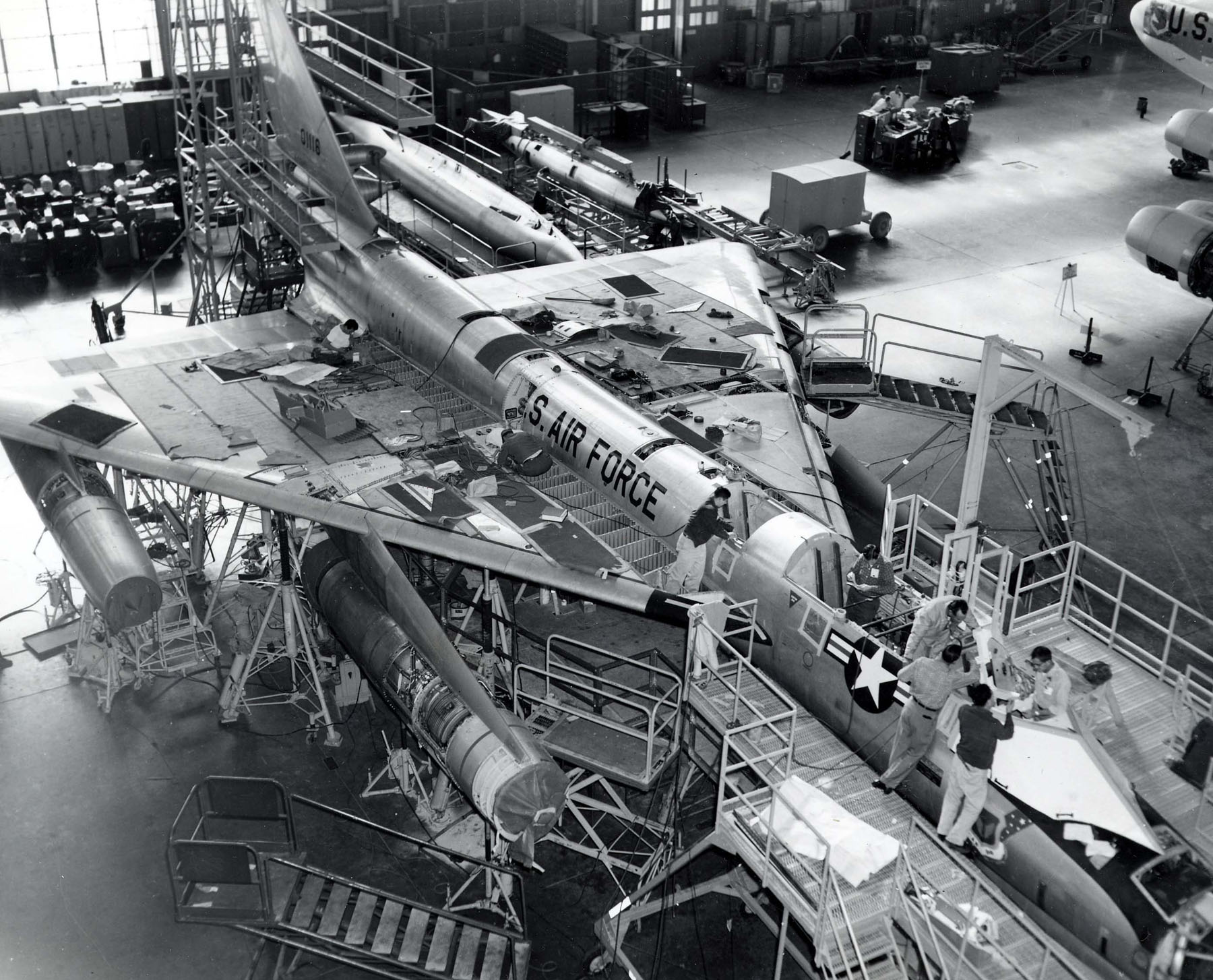
Стапельная сборка B-58A. Различимы толстостенные панели в обшивке крыла. Впервые в конструкции бомбардировщика широко применены алюминиевые сотовые панели.

Крыло и корпус образовывали единое целое: шпангоуты фюзеляжа переходили в лонжероны крыла малой толщины профиля (3-4 %), для обеспечения приемлемой прочности и жёсткости которое выполнили 33-лонжеронным, с шагом между элементами 280—380 мм. Взлётно-посадочной механизации крыло не имело, для улучшения характеристик сваливания и повышения устойчивости на больших углах атаки передняя кромка крыла была выполнена с круткой.
Около 80 % обшивки составляли сотовые панели из двух листов дюралюминия толщиной от 0,25 до 1 мм с прослойкой из ячеистого наполнителя. В местах, подверженных нагреву, соты были выполнены также из дюраля, в прочих — из стеклопластика, имеющего высокий коэффициент теплоизоляции. Панели собирались на эпоксидно-фенольном и резиново-фенольном клее, обшивка крепилась стальными или титановыми заклёпками, обеспечивавшими важную для сверхзвукового самолёта гладкость внешних поверхностей и жёсткость, устранившую опасность панельного флаттера. 
Фюзеляж овального сечения включал кабины членов экипажа, обширные отсеки громоздкого электронного оборудования, поисковый и доплеровский радары, системы жизнеобеспечения, охлаждения аппаратуры, электронного противодействия, узлы крепления подвесного контейнера и топливные баки.

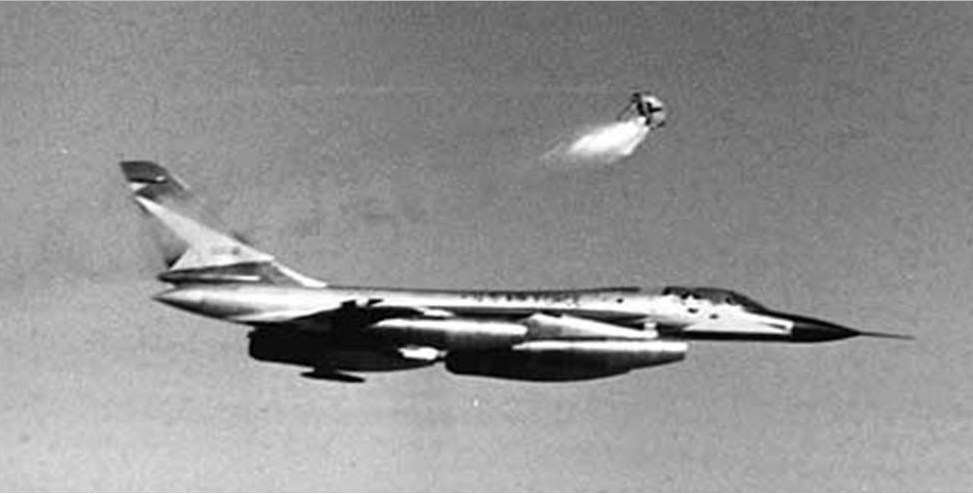
Катапультирование спасательной капсулы B-58

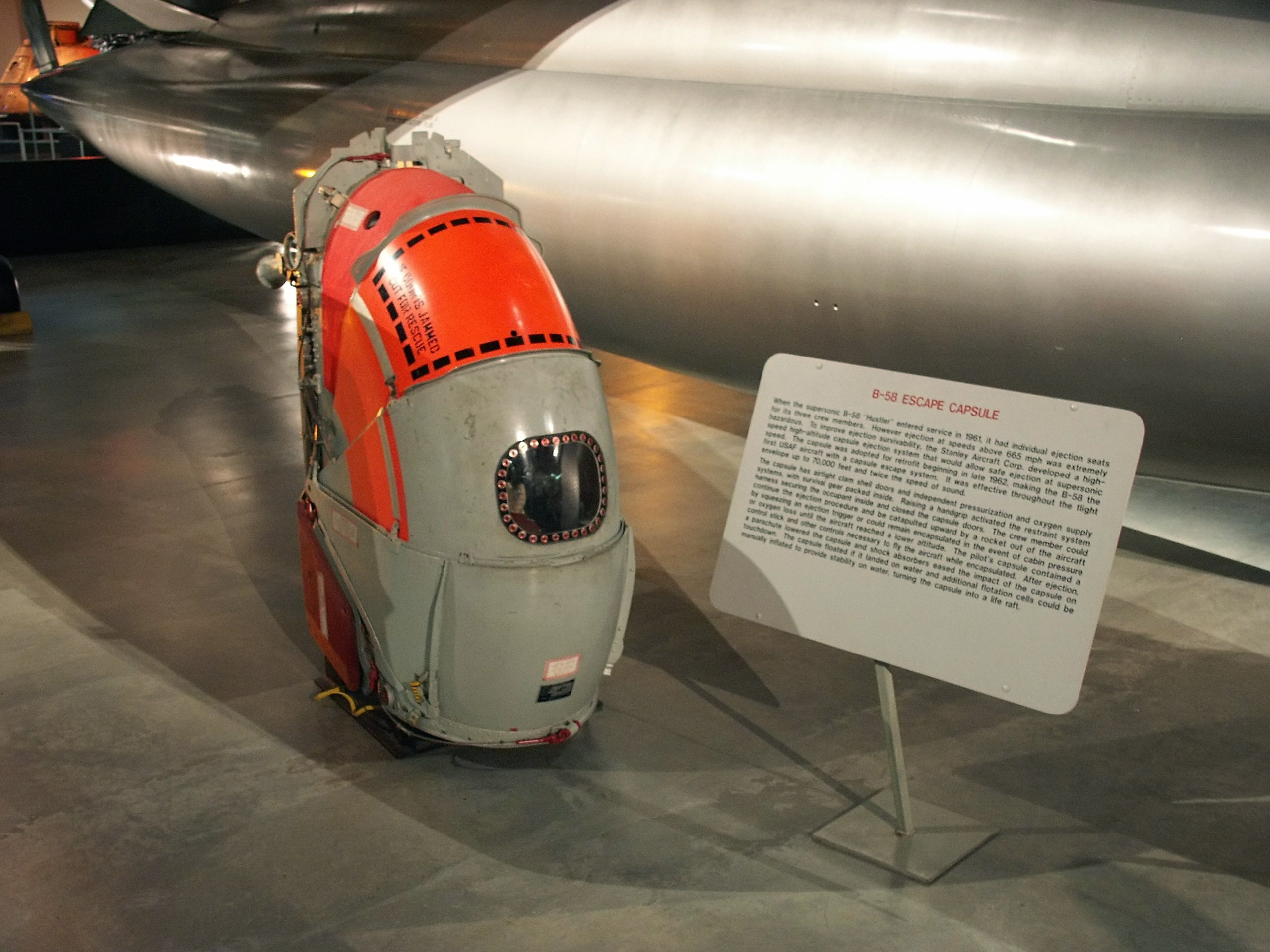
Спасательная капсула B-58 в состоянии после катапультирования (закрыт складной защитный щит)

Топливо (авиакеросин JP-4) размещалось в баках-отсеках подвесного контейнера, в одном фюзеляжном, двух крыльевых, резервном (над основным), и балансировочном (в хвостовом конусе), перекачка в который осуществлялась автоматически.
Вертикальное оперение машины состояло из большого стреловидного киля и односекционного руля направления площадью 3,72 м². Односекционные элевоны площадью 16,52 м² занимали заднюю кромку крыла между фюзеляжем и соплами наружных двигателей (размах каждого — 4,6 м, корневая хорда около 2,1 м, углы отклонения 10 градусов вниз и 23 градуса вверх).
Шасси, из-за размещения контейнера вооружения под фюзеляжем, имело большую высоту. Основные стойки, оборудованные двухосными тележками с восемью колёсами диаметром 559 мм, убирались в корневые части крыла с поворотом тележек на 90 градусов. Однако при всех компоновочных ухищрениях пришлось «раздуть» ниши основных стоек за контуры крыла и прикрыть их обтекателями. Передняя стойка, оснащённая спаренными колёсами того же диаметра, при убирании складывалась вдвое и имела электромеханический сервопривод разворота для маневрирования на земле. Колёса бескамерные, рассчитывались на десять взлётов и посадок с предельной скоростью движения по земле 402 км/ч. Из-за разрывов пневматиков при разбеге и пробеге (в 1960 году по этой причине был потерян один «Хаслер», двое членов экипажа погибли), с середины 1961 года на основных стойках шасси между парами колёс стали устанавливать аварийные колёса, принимавшие на себя ударную нагрузку в случае разрыва пневматиков. Шасси можно было выпускать и в полёте для использования в качестве аэродинамических тормозов, так как специализированного аэродинамического тормоза В-58 не имел. В хвостовой части фюзеляжа размещался тормозной парашют с диаметром купола 8,5 м, выпускаемый при скорости не выше 340 км/ч.
В-58 оснащался четырьмя ТРД General Electric J79. Длина двигателя J79 5,14 м, диаметр 0,97 м, сухая масса 1650 кг, степень повышения давления 12,2, расход воздуха 74 кг/с. Тяга без форсажа составляла 4450 кгс, на полном форсаже — 6580 кгс. Параметры, заложенные при проектировании, а также постоянные работы по модернизации сделали этот агрегат массовым — общее число построенных двигателей J79 достигло почти 17 тыс. Максимальная продолжительность непрерывной работы форсажной камеры составляла 2 ч, но в реальной эксплуатации из-за большого расхода топлива форсаж не включался более чем на 45 мин. Воздухозаборники двухскачковые, с автоматически регулируемым центральным конусом.
Сверхзвуковая скорость полёта обусловила применение бустерной необратимой дублированной системы управления. Управление осуществлялось в трёх режимах: взлётно-посадочном, ручном полётном и автоматическом полётном. Автопилот обеспечивал устойчивое выдерживание заданных числа М, высоты полёта и курса (в том числе по данным наземных маяков) и допускал совмещённое ручное управление самолётом. Во всех трёх каналах устанавливались демпферы, имелась также система продольной балансировки самолёта с автоматами балансировки и ограничения перегрузки. При взлёте и посадке они выключались (после чего лётчик мог отклонять элевоны по тангажу на полный ход) и включались вручную после уборки шасси. Устанавливался автомат перекрёстной связи между элевонами и рулём направления.
Гидравлика — две независимые системы с рабочим давлением 210 кгс/см², имеющие по два насоса. Первая обеспечивала работу органов управления, вторая дублировала первую, а также служила для привода поверхностей управления самолётом, уборки и выпуска шасси, торможения колёс, управления антенной носовой РЛС и хвостовой турели, выброса дипольных отражателей и прочих нужд. Пневматическая система с давлением 175—210 кгс/см² обеспечивала аварийный выпуск шасси и торможение. Система электроснабжения включала в себя сеть переменного тока (115/200 В, 400 Гц) с тремя генераторами, приводимыми от двигателей, и восемь трансформаторов-выпрямителей, питающих сеть постоянного тока (250 В, 150 В и 28 В) и переменного тока низкого напряжения (28 В).
Охлаждение мощного бортового комплекса аппаратуры, насчитывавшего более 5000 электронных ламп и транзисторов, обеспечивалось системой кондиционирования, воздух для которой отбирался от компрессоров внутренних двигателей. Система кондиционирования обслуживала также подвесной контейнер, охлаждала отсеки шасси, предотвращала запотевание лобового стекла и защищала его от дождя, а также обеспечивала наддув топливных баков. 
В кабине пилота использовалась световая сигнализация неисправностей, возникающих в полёте. В середине 1960-х годов она была дополнена речевой (одной из первых в мире) системой сигнализации женским голосом о двадцати аварийных ситуациях.
Для обеспечения выхода на цель и бомбометания имелась навигационно-бомбардировочная система Сперри AN/ASQ-42. Одно из основных требований к ней состояло в повышении точности навигации и бомбометания в связи с большой скоростью самолёта и сбросом бомбы на расстоянии в три раза большем, чем с самолётов В-47 и В-52. Необходимые параметры были достигнуты путём использования автономной инерциальной и астронавигационной подсистем в сочетании с системой измерения скорости и сноса AN/APN-113, радиовысотомером и аналоговой ЭВМ массой 545 кг. Оборудование обеспечивало расчёт курса самолёта к цели по ортодромии. Обеспечивались девять режимов бомбометания, основным из которых являлся режим с использованием заранее заданной вынесенной точки прицеливания. Навигация уверенно осуществлялась и в полярных районах.
Имелась на борту и аппаратура радионавигационной системы TACAN. В состав связного оборудования фирмы Магнавокс входили коротковолновая радиостанция AN/ARC-58, две командные УКВ-радиостанции, аварийная радиостанция, а также запросчик и ответчик системы «свой-чужой».

### Вооружение

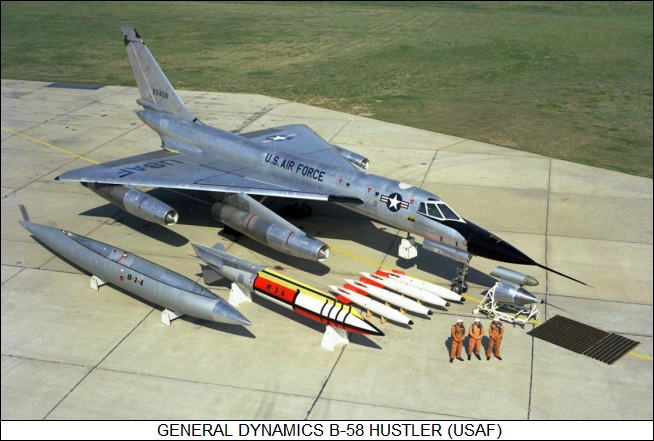
Типовой состав бомбовой нагрузки B-58: пять термоядерных бомб.

Активная защита от нападения спереди не рассматривалась, было решено ограничиться оборонительным вооружением в задней полусфере. После отмены программы МХ-1601 (в рамках которой в 1953—1954 гг. изучалось использование ракет с обратным стартом и поворотом на угол до 90 градусов) ограничились кормовой артиллерийской установкой с углом обстрела 60 градусов (вначале калибра 30 мм, но из-за массогабаритных ограничений была выбрана 20-мм пушка М61 «Вулкан» с боекомплектом 1200 патронов, установленную в обтекателе хвостовой оконечности фюзеляжа с управляющей РЛС у основания киля).
Самолёт предназначался для доставки ядерного оружия с большой высоты и не имел внутреннего отсека вооружения, предполагалось использование так называемых баков-контейнеров МА-1 и МВ-1 (в конфигурации разведчика: МС-1 для фоторазведки, в том числе с малых высот — до семи различных АФА общей массой около 450 кг, — и MD-1 для электронной разведки). 
Попытка использовать на В-58 баллистическую УР была связана с проектом создания на его основе первого противоспутникового комплекса (задача, не требовавшая большой дальности). После четырёх пусков, из которых два только были удачными, проект закрыли.

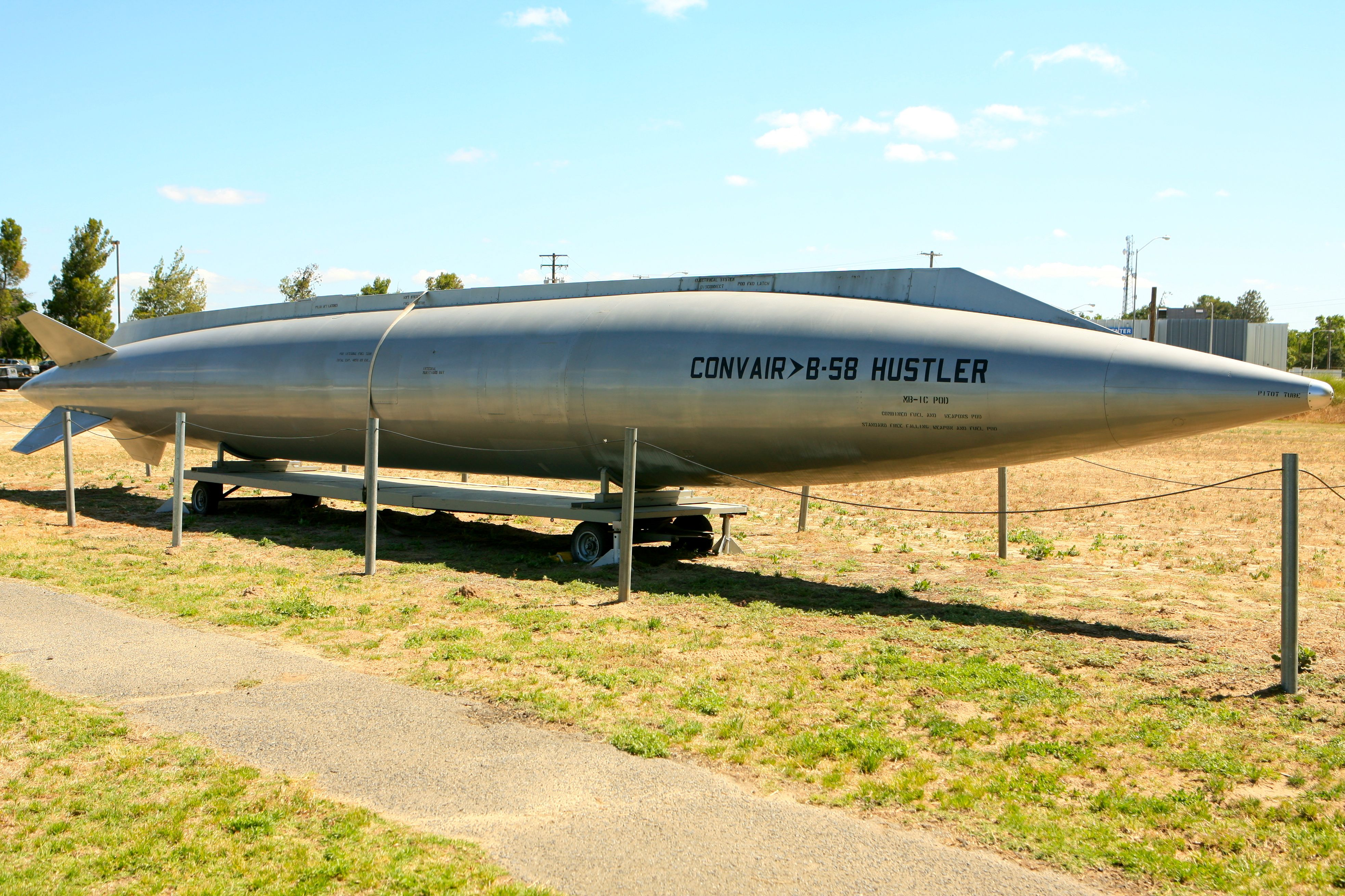
Подвесной бак-контейнер.

Таким образом, В-58 оснащался только свободнопадающим наступательным оружием. Первым на вооружение поступил так называемый «однокомпонентный» бак-контейнер МВ-1С: оперённое осесимметричное тело массой 1135 кг, длиной 17,4 м и диаметром около 1,5 м, крестообразным стабилизатором, придававшем небольшое вращение в падении, двумя топливными отсеками (содержавшими 12 490 кг керосина), между которыми располагалась термоядерная БЧ W39Y1-1 регулируемой мощности массой 2745 кг. Контейнер МВ-1 оставался на вооружении вплоть до вывода В-58 из состава ВВС США. В частности, не удалось решить до конца проблему протечки топлива в отсек боевой нагрузки, в результате чего было повреждено несколько БЧ. Но главное — после выработки топлива контейнер, на три четверти пустой, был «балластом», создававшим вредное аэродинамическое сопротивление и «съедавшим» дальность полёта.
Вынужденной, но эффективной мерой стало дальнейшее усложнение подвески за счёт применения двухкомпонентного контейнера TCP (разработан в 1958—1960 годах, испытан в 1961), имевшего большой отдельный топливный бак, сверху которого, в нише, размещался меньший по размерам компонент с бомбой W-53, снабжённый трёхкилевым оперением (нижний киль — убирающийся), и двумя небольшими топливными отсеками. Большой бак мог отделяться после выработки топлива, что облегчало самолёт и уменьшало его лобовое сопротивление. Оставшаяся подвеска сбрасывалась при атаке и, в свою очередь, разделялась в непосредственной близости от цели, которая поражалась только носовой частью с БЧ. Длина верхнего компонента — 10,7 м, диаметр — 1,07 м, масса с полным запасом топлива и бомбой 5430 кг (топлива — 1935 кг). Длина нижнего бака — 16,5 м, диаметр 1,5 м, масса пустого 860 кг, полностью снаряжённого — 11800 кг.
Подвеску обоих типов можно было сбрасывать при любой скорости полёта и на любой высоте при условии, что топливо в них в основном израсходовано. Из-за балансировки полностью заправленного топливом носителя контейнер имел максимально переднее расположение, и сброс его в этом случае приводил к статической неустойчивости по тангажу.
Контейнерная боевая нагрузка обуславливала поражение только одной цели одним бомбардировщиком. Для увеличения числа поражаемых целей все поступившие на вооружение самолёты в 1962—1964 годах были модифицированы установкой двух длинных балок с двумя бомбодержателями каждая под корневой частью крыла, под термоядерные бомбы Мк43 (меньшего калибра, чем в контейнере). Масса боеприпаса — около 955 кг, длина 3,7 м, максимальный диаметр 0,46 м, мощность заряда до 0,9 Мт. Таким образом, всего В-58 мог нести до пяти ядерных бомб, и именно в такой конфигурации он обычно и находился на боевом дежурстве. Однако подвеска четырёх бомб на пилонах значительно увеличивала лобовое сопротивление и заметно уменьшала дальность полёта.
В апреле 1967 года была выполнена практическая оценка применимости В-58 в тактических операциях. Несколько самолётов модифицировали для подвески на пилонах обычных бомб калибром до 1360 кг (на многозамковых держателях MER или тройных TER). В испытаниях В-58 использовались в качестве ведущих для наведения F-105D и F-4C/D. Ожидалось, что высокоэффективная навигационно-бомбардировочная система «Хастлера» улучшит точность группового бомбометания на малой высоте при скорости до 1100 км/ч. Было выполнено 75 вылетов, бомбометание производилось почти исключительно визуально — система AN/ASQ-42 показала неудовлетворительную точность на малой высоте. Поскольку точность группового бомбометания повысилась ненамного при сохранении недостатков полёта в строю (таких, как трудность поддержания визуального контакта в сложных погодных условиях и увеличение уязвимости от огня средств ПВО), а выживаемость В-58 в маловысотном полёте при активной ПВО вообще вызвала большие сомнения, программу быстро прекратили. К тому же в одном из полётов самолёт был повреждён осколками собственной бомбы.
Оборонительный комплекс средств РЭБ составляли: станция AN/ALR 12 для предупреждения о радиолокационном облучении с четырьмя антеннами, обеспечивавшими круговой обзор, автоматически управлявшая выбросом дипольных отражателей, 10 пакетов которых располагались в верхних крыльевых обтекателях ниш основных стоек шасси; станция РТР и постановки помех; аппаратура противодействия ракетам с тепловыми системами наведения.

## Тактико-технические характеристики
Приведённые характеристики соответствуют модификации B-58A.
Источник данных: Standard Aircraft Characteristics ; Loftin L. K., Jr., 1985.

Технические характеристики
- Экипаж: 3 (пилот, штурман и оператор оборонительных систем)
- Длина: 29,5 м
- Размах крыла: 17,31 м
- Высота: 9,57 м
- Площадь крыла: 143,3 м²
- Стреловидность по передней кромке: 60°
- Коэффициент удлинения крыла: 2,096
- Средняя аэродинамическая хорда: 11,02 м
- Профиль крыла: NACA 0003.46-64 корень крыла, NACA 0004.08-63 законцовки
- Колея шасси: 4,05 м
- Масса пустого: 23 161 кг
  - с MB-1C: 24 304 кг
- Масса снаряжённого: 25 144 кг
- Максимальная взлётная масса: 72 668 кг
- Максимальная посадочная масса: 43 091 кг
- Масса в бою: 48 648 кг
- Масса топлива во внутренних баках: 45 313 кг (с ПТБ)
- Объём топливных баков: 42 067 л + 16 110 л в ПТБ
- Силовая установка: 4 × ТРДФ General Electric J79-GE-5
  - Бесфорсажная тяга: 4 × 44,48 кН (4536 кгс) (максимальная)
    - нормальная: 1 × 43,15 кН (4400 кгс)

  - Форсажная тяга: 4 × 69,39 кН (7076 кгс)
  - Длина двигателя: 5,13 м
  - Диаметр двигателя: 0,894 м
  - Сухая масса двигателя: 1619 кг
- Коэффициент лобового сопротивления при нулевой подъёмной силе: 0,0068
- Эквивалентная площадь сопротивления: 0,97 м²

Лётные характеристики
- Максимальная скорость: 2124 км/ч
- Крейсерская скорость: 1007 км/ч
- Боевой радиус: 4167 км
- Перегоночная дальность: 10 434 км
- Практический потолок: 18 105 м
- Скороподъёмность: 193,0 м/с
- Нагрузка на крыло: 499,5 кг/м² (при максимальной взлётной массе)
- Тяговооружённость: 0,25 / 0,39 (без/с форсажем при максимальной взлётной массе)
- Длина разбега: 1789 м
- Длина пробега: 816 м / 616 м (без / с тормозным парашютом)
- Аэродинамическое качество: 11,3 (без MB-1C)

Вооружение
- Стрелково-пушечное: 1 × 20 мм пушка M61 Vulcan в хвостовой установке с 1200 патр.
- Боевая нагрузка: термоядерные бомбы 1×B53 или 4× B43 или 4× B61. Макс. бомбовая нагрузка 8820 кг

## Служба
Первое строевое авиакрыло В-58 образовано 1 марта 1960 г. на базе Карсуэлл, второе — на базе Банкер Хилл. Части объявили боеготовыми в августе 1962 г., а в сентябре самолёты уже были поставлены на дежурство. Каждое крыло имело три эскадрильи по 12 бомбардировщиков и 4 резервных машины. Интенсивность полётов была достаточно высока: за всё время эксплуатации парк бомбардировщиков налетал 225000 часов.
Треть всех В-58 постоянно несла дежурство на аэродромах в состоянии 15-минутной готовности к старту. Начиная с 1963 г. во время учений практиковались взлёты с минимальным интервалом: до 15-20 самолётов поднимались в воздух за 15 минут. Это был один из наиболее трудных элементов лётной эксплуатации, поскольку задымленность ВПП и опасность столкновения с соседними машинами требовали высокой точности действий экипажей.
В 1959—1960 годы прошёл испытания разведывательный вариант с контейнерной РЛС бокового обзора фирмы Хьюз AN/APQ-69, не позволявшей в силу своей громоздкости (длина антенны более 15 м) выходить на сверхзвук. В 1961—1962 годы испытывался модифицированный контейнер МВ-1, с РЛС бокового обзора (с синтезированной апертурой Гудъир AN/APS-73), имевшей дальность действия 148 км и разрешающую способность всего в 15,2 м. Благодаря малым размерам РЛС область режимов полёта не сузилась, но всё же наибольшую разрешающую способность РЛС имела на дозвуковых скоростях. Один раз система была применена для выполнения реальной задачи — самолёт с РЛС произвёл облёт Кубы во время карибского кризиса 1962 года, что стало единственным случаем «боевого» применения В-58.
Под занавес карьеры в ВВС США два В-58 были дооборудованы для транспортировки четырёх 908-кг бомб Мк.64. На них был нанесён трёхцветный «вьетнамский» камуфляж. Самолёты отрабатывали боевое применение в качестве лидеров групп сверхзвуковых бомбардировщиков. Несмотря на положительные результаты испытаний, принять участие во Вьетнамской войне «Хаслеру» так и не довелось.
Один В-58 использовался в 1960—1964 гг. в качестве летающей лаборатории для испытаний системы управления огнём AN/ASG-18 и ракет AIM-47A (GAR-9), предназначавшихся вначале для «трёхмахового» перехватчика F-108 «Рапира», а затем и для самолёта Lockheed YF-12A, работы по AIM-47A в конце концов привели к созданию ракеты AIM-54 — основному оружию палубного перехватчика F-14. В 1959 г. на одном из В-58А, переоборудованном в летающую лабораторию NB-58A, в подфюзеляжной гондоле проходил испытания двигатель Дженерал Электрик J93-GE-3, предназначенный для использования на бомбардировщике В-70 и перехватчике F-108.
В 1965 году в качестве промежуточного маловысотного бомбардировщика прорыва командование ВВС США решило использовать самолёт FB-111, на смену которому предназначался В-1. Снятие В-58 с вооружения началось в ноябре 1969 года, спустя месяц после поставки первого FB-111, и завершилось через два месяца — 16 января 1970 года.

## Происшествия
- 3 июня 1961 года американский B-58 разбился в Ле Бурже, все 3 члена экипажа погибли.
- 15 июня 1965 года американский B-58 разбился в Ле Бурже, погиб один из трёх членов экипажа.

## Оценка проекта
Несмотря на благоприятные предварительные оценки, B-58 не удалось долго продержаться в строю ВВС США. Оборотной стороной масштабности конструкторских усилий стала высокая общая стоимость программы — 3,2 млрд долл. в текущих ценах, — при стоимости одного самолёта  27,6 млн долл. (в американской печати противники В-58 писали что он стоит больше, чем если бы собирался полностью из золота).
Критика самолёта возобновилась в начале 1960-х годов и привела к снятию бомбардировщика с вооружения к началу 1970-х. Один из основных «минусов» — в ограниченной дальности полёта, несмотря на то, что во взлётной массе самолёта на топливо приходилась очень высокая доля — около 60 процентов. Без дозаправки в воздухе максимальная дальность даже на дозвуке была достаточно скромной − 7550 км. В нормальной эксплуатации В-58 совершал полёты со сверхзвуковой скоростью на расстояние не более 800 км, поскольку на сверхзвуке расход топлива был очень велик — до 27 200 кг/ч при М=2, в сравнении с 5000-5550 кг/ч при М=0,91. 
В 1958—1960 гг. прорабатывался вариант В-58С (BJ58), который предполагалось оснастить четырьмя бесфорсажными двигателями Пратт-Уитни J58 (с тягой выше, чем у форсированных J79 на В-58А). При взлётной массе около 91 т он должен был нести ракетное оружие, иметь крейсерское число М=2,5 на высоте 20 700 м с возможностью кратковременного броска до числа М=3, максимальную дальность 9600 км без дозаправки и 13 900 км с одной дозаправкой в полёте. Но В-58С, как и В-58В, отвергли из-за того, что он продолжал линию чисто высотных бомбардировщиков, а совершенствование ПВО СССР требовало скоростного маловысотного прорыва. Последний, в силу несовершенства электроники B-58, неспособной, в отличие от планера, выдерживать перегрузки (а также отсутствия РЛС, совмещающей функции обзора и следования рельефу, а в случае раздельных систем — отсутствия места под отдельные системы из-за плотной компоновки) был признан ограниченно возможным, а приспособление самолёта к маловысотному полёту — нецелесообразным.
Строгость самолёта в пилотировании проявилась во время испытаний, но если в первые два года серьёзных происшествий удалось избежать, то за полтора последующих (с декабря 1958 по июнь 1960 года) произошло восемь катастроф, в которых погибли 11 человек и ещё несколько получили тяжёлые травмы, а к январю 1964 года разбились ещё три машины. К моменту снятия с вооружения из 116 выпущенных В-58 двадцать шесть были безвозвратно потеряны.
Из-за сложности эксплуатации В-58 требования к квалификации лётного и наземного обслуживающего персонала были одними из самых высоких в ВВС США. Строевые лётчики подбирались по личной рекомендации командира авиакрыла и должны были иметь налёт на реактивных самолётах не менее 1000 часов, из них не менее половины — в качестве командира экипажа многодвигательного реактивного самолёта (В-47, В-52, КС-135). В процессе переподготовки на В-58 каждый пилот проходил курс обучения на тренажёре объёмом 30 часов и как минимум 90 часов налёта. Из-за тесноты в кабинах действовали ограничения на рост и массу членов экипажа. Наземный персонал также подбирался из числа специалистов высокого класса.

## Где можно увидеть
- Pima Air & Space Museum[англ.], рядом с авиабазой ВВС США Девис-Монтен около города Тусон (штат Аризона)
- Национальный музей Военно-воздушных сил США город Дейтон (штат Огайо)